# چرینگ کراس
چرینگ کراس (به انگلیسی: Charing Cross) یک تقاطع در لندن است که در شهر وست‌مینستر واقع شده‌است.
این تقاطع که در جنوب میدان ترافالگار قرار دارد محل اتصال خیابان‌های استرند، وایت‌هال و کاکزپور می‌باشد، ایستگاه راه‌آهن چرینگ کراس که از مهم‌ترین ایستگاه‌های راه‌آهن لندن است در این تقاطع قرار دارد.
مجسمه سوار بر اسب چارلز اول نماد این تقاطع است و در مرکز آن قرار دارد.

## نگارخانه

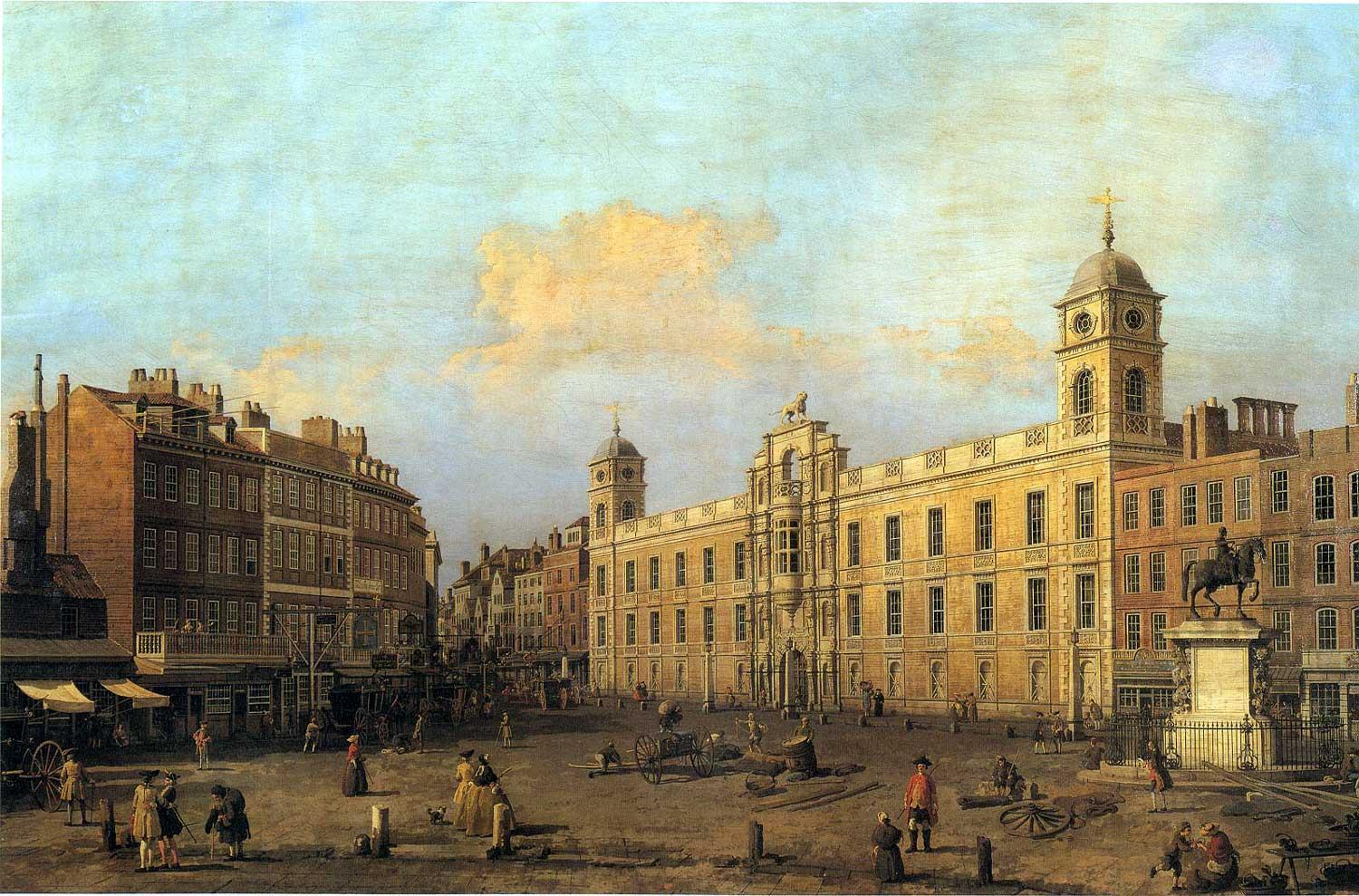
۱۷۵۲
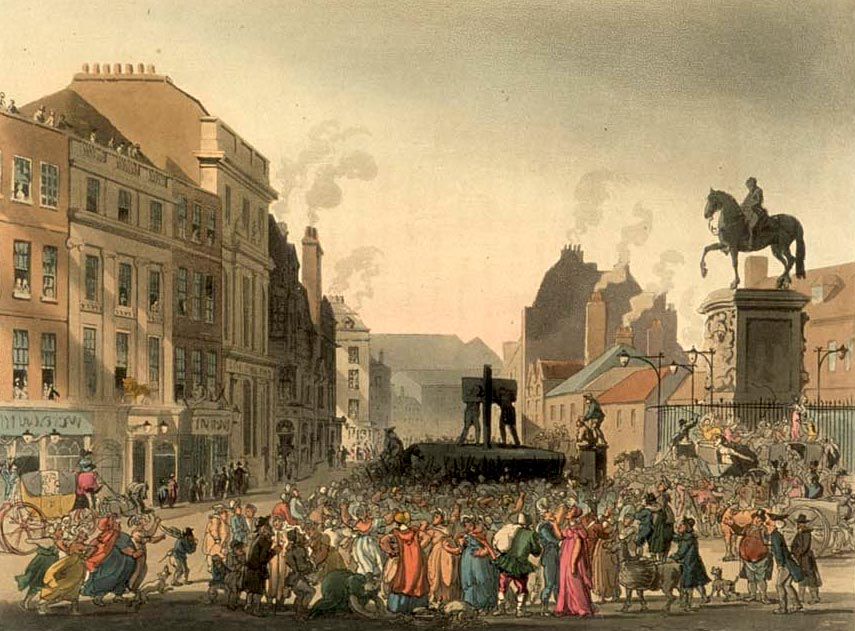
۱۸۰۹
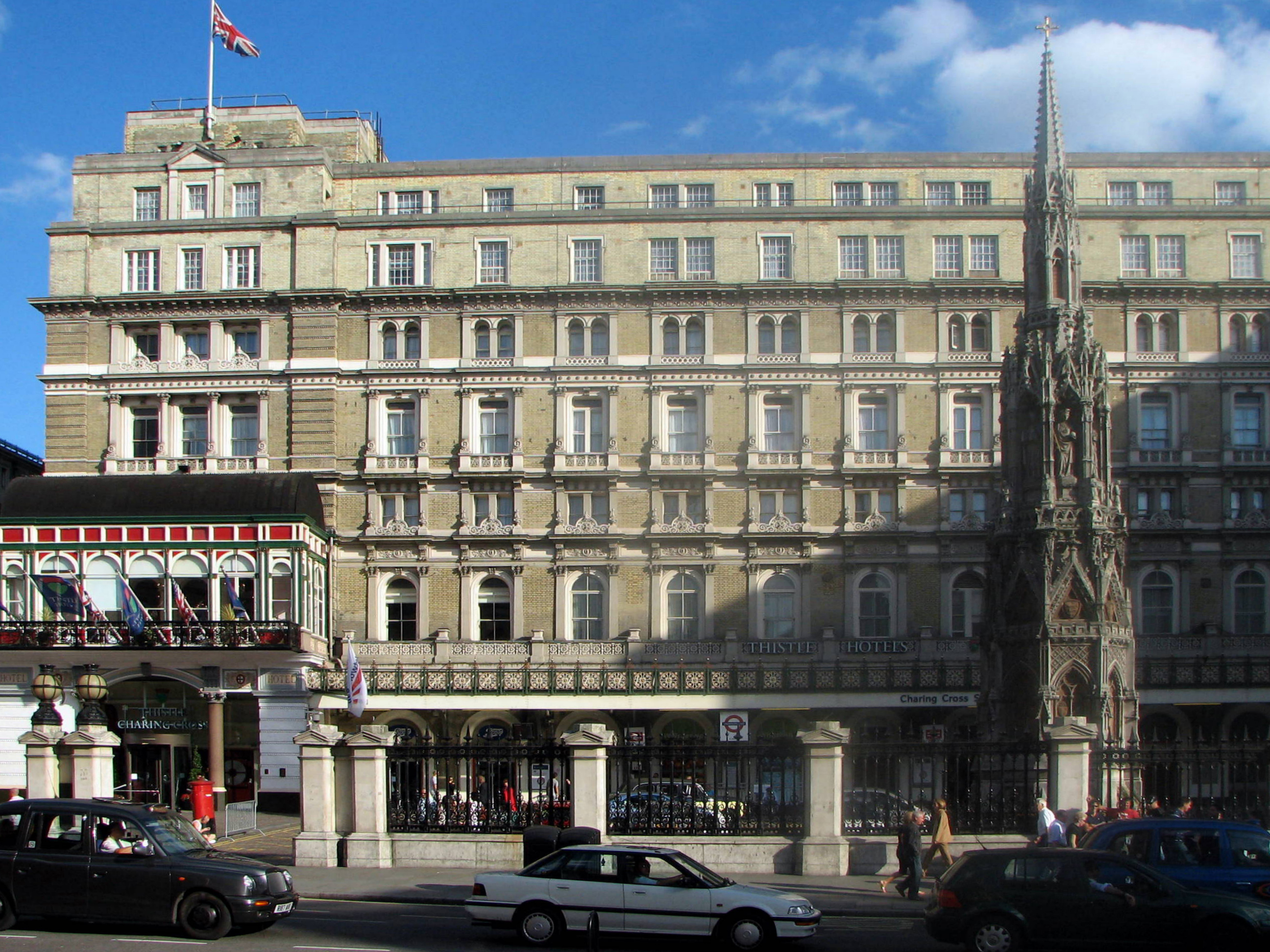
ایستگاه راه‌آهن چرینگ کراس
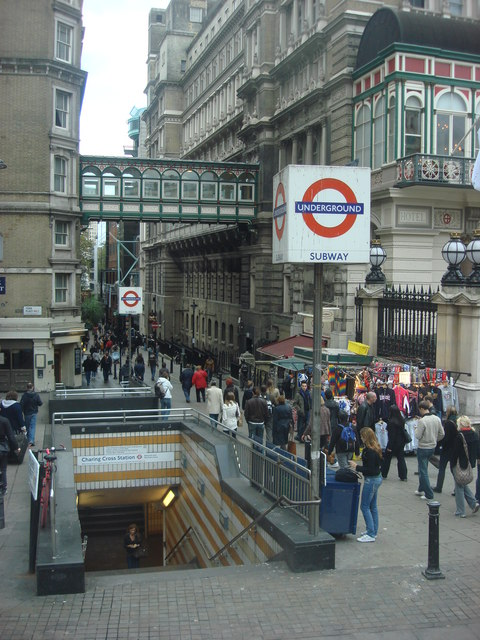
ایستگاه متروی چرینگ کراس